# Оранжерейный дворец

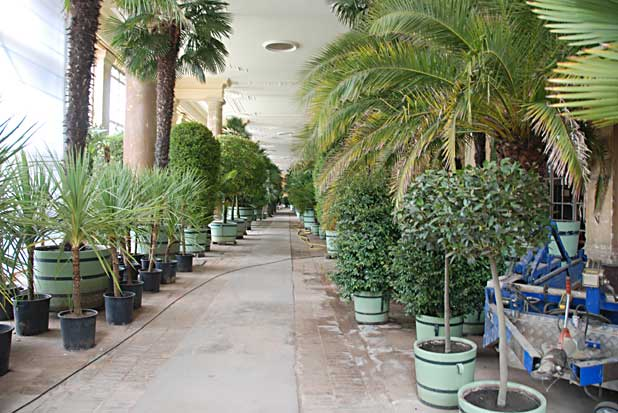
Растения из парка Сан-Суси в Оранжерейном дворце

Оранжерейный дворец (нем. Orangerieschloss) — здание в стиле итальянского ренессанса, построенное в 1851—1864 годах по указанию Фридриха Вильгельма IV в его резиденции Потсдаме у северной границы парка Сан-Суси. Проект Оранжерейного дворца был подготовлен по эскизам короля архитекторами Фридрихом Августом Штюлером и Людвигом Фердинандом Гессе. В одном из залов Оранжерейного дворца разместилась картинная галерея с копиями творений Рафаэля. Бывшие гостевые апартаменты и помещения для прислуги используются под музей и главным архивом земли Бранденбург, а в залах дворца проводят зиму кадки с экзотическими растениями из парка Сан-Суси. Оранжерейный дворец находится в ведении Фонда прусских дворцов и садов Берлина — Бранденбурга и с 1990 года вместе с другими дворцами Берлина и Потсдама внесён в Список Всемирного наследия ЮНЕСКО.